# 本荘駅 (岐阜県)
本荘駅（ほんじょうえき）は、岐阜県岐阜市鹿島町にあった、名古屋鉄道鏡島線の駅。
現在の地名は区画整理されて鹿島町であるが、駅が開設されたころは稲葉郡本荘村であり、その中心であった。

## 歴史
1924年に鏡島線が美濃電気軌道の路線として開業した当初より存在した。当駅を含む千手堂駅 - 森屋駅間ははじめ専用軌道であったが、のちに併用軌道化されている。鏡島線はモータリゼーションのあおりをうけて1964年に廃止され、当駅は廃駅となった。
- 1924年（大正13年）4月21日 - 美濃電気軌道鏡島線の千手堂駅 - 鏡島駅間の営業開始と同時に開業[2][5]。
- 1930年（昭和5年）8月20日 - 美濃電気軌道が名古屋鉄道（初代。同年中に名岐鉄道に改称し、1935年より名古屋鉄道に再改称）に合併。同社の鏡島線の駅となる[5]。
- 1950年（昭和25年）
  - 6月10日 - 併用軌道化の工事のため、当駅を含む千手堂駅 - 森屋駅間が休止[6]。道路が拡幅され、専用軌道から道路中央の併用軌道に変更[7]。
  - 7月11日 - 工事が完了し、営業再開[6]。
- 1951年（昭和26年）7月1日 - 駅員配置中止[8]。
- 1964年（昭和39年）10月4日 - 鏡島線の廃止により廃駅となる[5][9]。
  - 廃駅後は岐阜バス（廃駅直後は名鉄バス）の「本荘」バス停留所が代替交通となった。

## 駅構造
- 相対式2面2線の乗り場があり、交換施設を有していた。

## 隣の駅
名古屋鉄道
鏡島線
鍵屋駅 - 本荘駅 - 市民病院前駅